# Wierzbownica

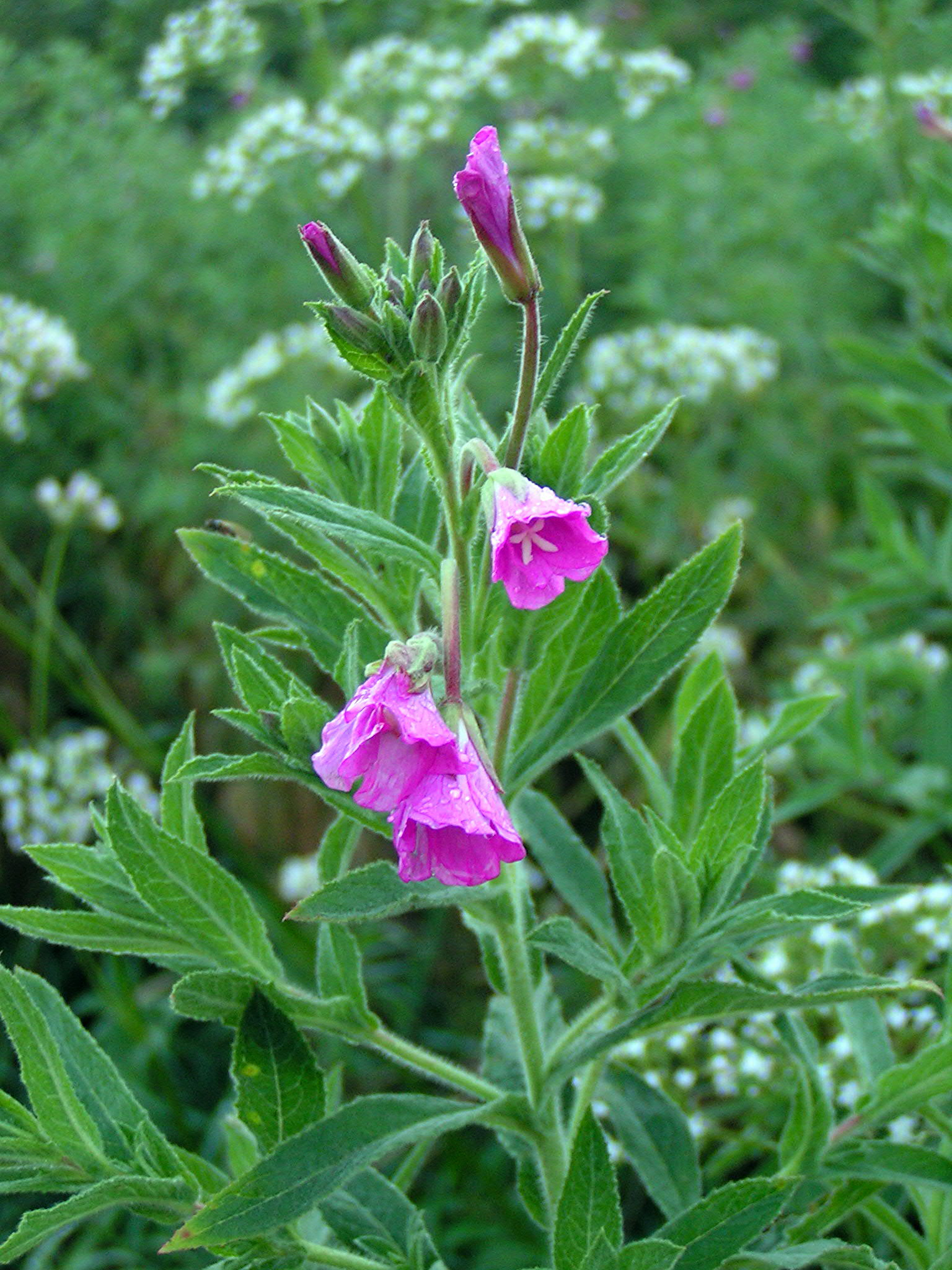
Wierzbownica kosmata Epilobium hirsutum

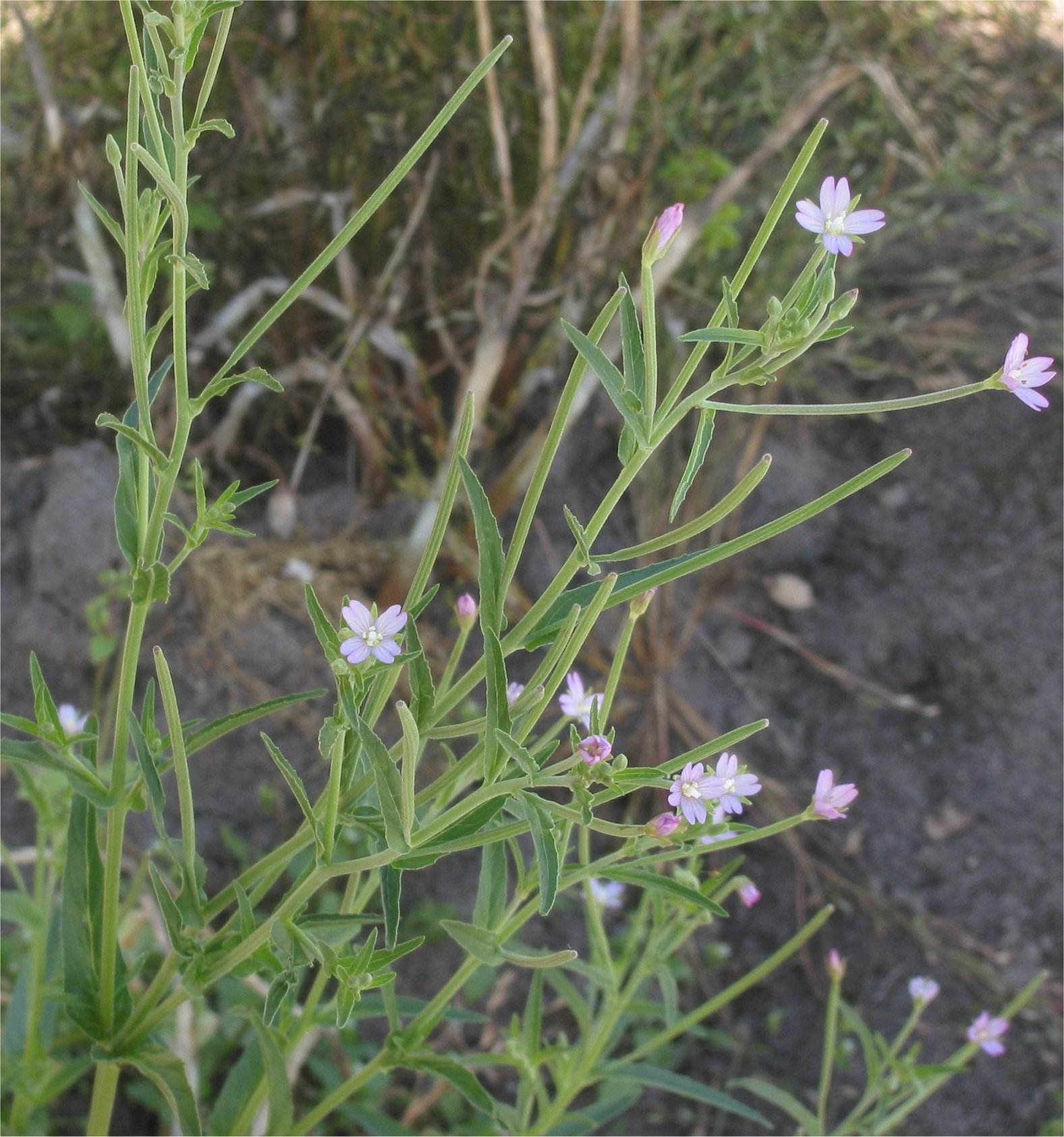
Wierzbownica czteroboczna Epilobium tetragonum s.l.

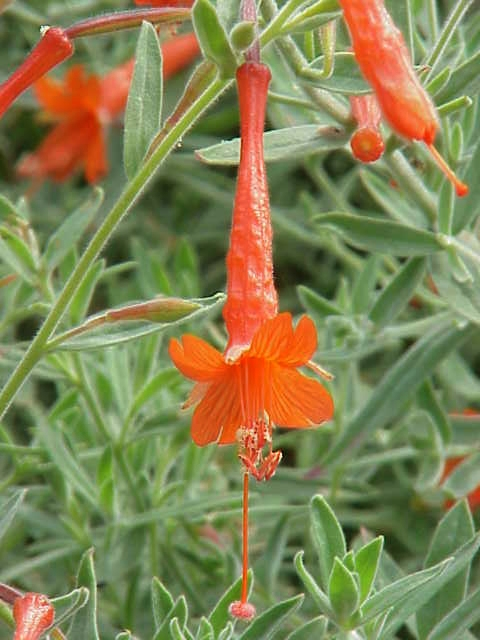
Kwiat Epilobium canum

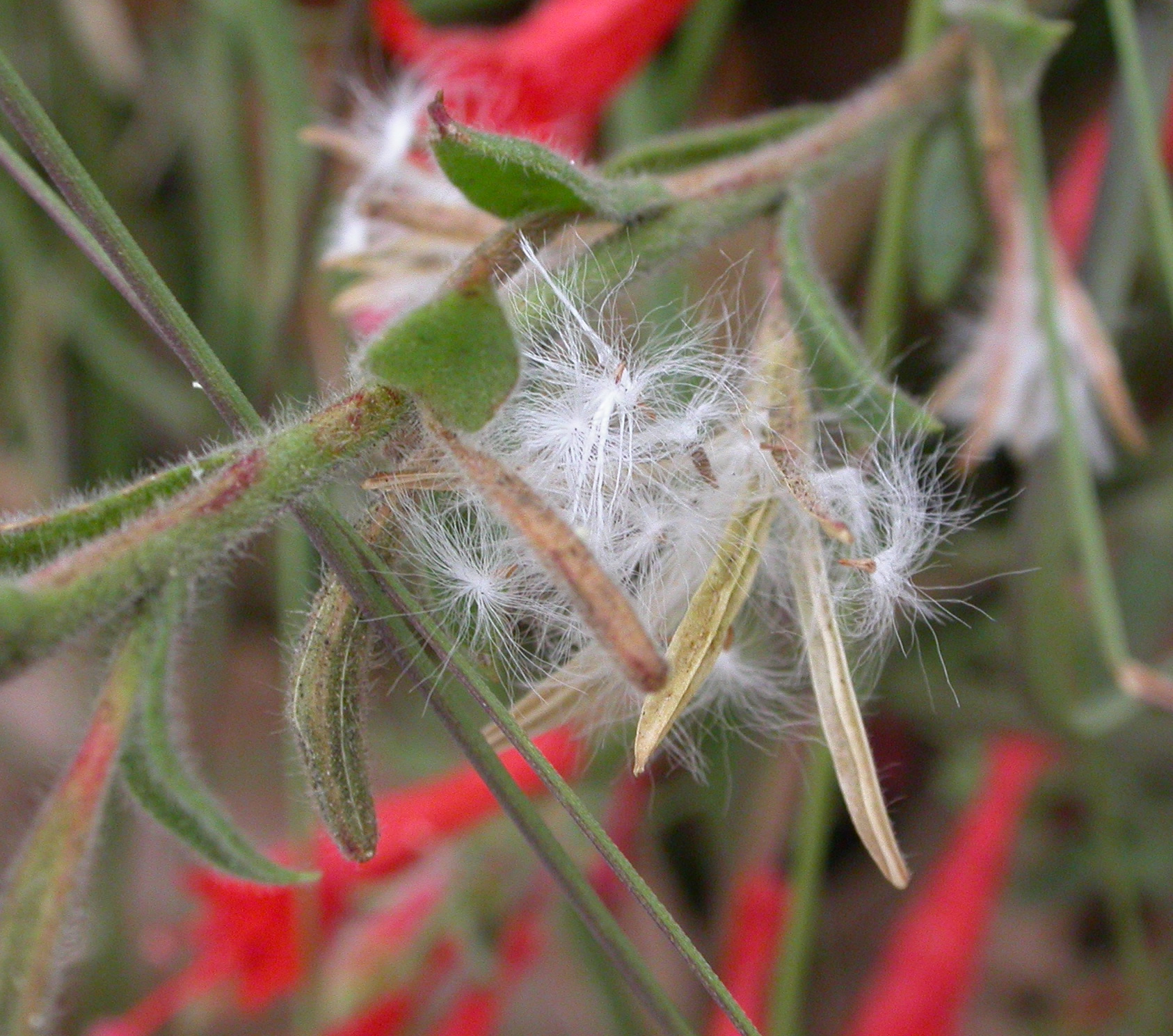
Nasiona wierzbownic zaopatrzone są w aparat lotny w postaci pęczka włosków (E. canum)

Wierzbownica (Epilobium L.) – rodzaj roślin zielnych z rodziny wiesiołkowatych (Onagraceae). Należy do niego ponad 220 gatunków rodzimych dla strefy umiarkowanej i arktycznej obu półkul. Największe zróżnicowanie gatunkowe występuje w Ameryce Północnej i Europie. 31 gatunków reprezentuje ten rodzaj w rodzimej florze Nowej Zelandii. W Polsce rośnie 16 gatunków, w tym dwa introdukowane i zadomowione. Rośliny te występują głównie w płytkich wodach, na mokradłach, ale też w suchych miejscach skalistych. Kilka gatunków z tego rodzaju bywa uprawianych w ogrodach jako rośliny ozdobne.

## Morfologia
PokrójRośliny zielne, rzadziej (poza Europą Środkową) drewniejące u nasady, zwykle byliny, rzadko rośliny jednoroczne. Pędy monopodialne, prosto wzniesione i osiągające do 2 m wysokości lub pełzające. Rozrastają się za pomocą naziemnych lub podziemnych rozłogów oddzielających się rokrocznie od rośliny macierzystej, także za pomocą turionów. Łodygi obłe lub czterograniaste, z liniami zbiegającymi z brzegów nasad liści. Pędy są nagie lub pokryte włoskami prostymi, czasem także gruczołkami. Należą tu gatunki o zmiennym pokroju.
LiścieW dolnej części pędów i na rozłogach zwykle naprzeciwległe lub okółkowe, w górze zwykle skrętoległe. Liście są zwykle pojedyncze, całobrzegie, piłkowane lub ząbkowane.
KwiatyWyrastają pojedynczo w kątach liści lub zebrane w grono na szczycie pędu. W pąkach są wzniesione lub zwisające. Dno kwiatowe (odpadające po przekwitnieniu) lejkowato wydłużone ponad wydłużoną, dolną zalążnią. Okwiat zwykle promienisty, czterokrotny. Działki kielicha cztery, jednonerwowe, nie odgięte. Korona dzwonkowata lub rozpostarta, składa się z czterech płatków, odwrotnie sercowatych i zwykle wyciętych na szczycie. Korona barwy białej, żółtej, różowej, fioletowej do czerwonej. Pręciki w dwóch okółkach po cztery, przy czym wewnętrzne są krótsze. Zalążnia czterokomorowa. Szyjka słupka prosta, znamię maczugowate lub 4 dzielne, o rozchylających się łatkach.
OwoceWydłużona, równowąska torebka pękająca na cztery klapy wzdłuż środków ścian bocznych. W torebkach znajduje się duża liczba nasion bezbielmowych, podłużnych, gładkich lub brodawkowatych, zaopatrzonych w aparat lotny w postaci pęczka jedwabistych białych szczecinek.

## Biologia
Większość to byliny, rzadziej rośliny jednoroczne lub dwuletnie. Kwiaty zapylane są przez owady i kolibry. Nasiona rozsiewane są przez wiatr po dojrzeniu i otworzeniu się owoców. Rośliny te występują głównie w płytkich wodach, na mokradłach, ale też w suchych miejscach skalistych. Wiele gatunków występuje na siedliskach inicjalnych, zarówno wilgotnych, jak i suchych. Wiele gatunków, w tym większość europejskich ma tendencje do zajmowania siedlisk zaburzonych, inicjalnych, zmienionych pod wpływem działalności człowieka.

## Systematyka
Synonimy taksonomiczne
Chamaenerion Adanson, Pyrogennema J. Lunell
Pozycja systematyczna według APweb (2001...)
Rodzaj z podrodziny Onagroideae, rodziny wiesiołkowatych (Onagraceae Juss.), która wraz z siostrzaną grupą krwawnicowatych (Lythraceae) wchodzi w skład rzędu mirtowców (Myrtales). Rząd należy do kladu różowych (rosids) i w jego obrębie jest kladem siostrzanym bodziszkowców.
Pozycja w systemie Reveala (1993–1999)
Gromada okrytonasienne (Magnoliophyta Cronquist), podgromada Magnoliophytina Frohne & U. Jensen ex Reveal, klasa Rosopsida Batsch, podklasa różowe (Rosidae Takht.), nadrząd Myrtanae Takht., rząd mirtowce (Myrtales Rchb.), podrząd Onagrineae Rchb., rodzina wiesiołkowate (Onagraceae Juss.), podrodzina Epilobioideae Wood, plemię Epilobieae Endl., podplemię  Epilobiinae Torr. & A. Gray, rodzaj wierzbownica (Epilobium L.).
Uwagi taksonomiczne
- Gatunki wierzbownic często tworzą mieszańce między sobą, zdarzają się też mieszańce wielokrotne.
- Do rodzaju wierzbownica Epilobium s. l. włączane są często w randze sekcji blisko spokrewnione rodzaje Chamerion (wierzbówka), Boisduvalia, Pyrogennema i Zauschneria.

Gatunki flory Polski
Pierwsza nazwa naukowa według listy krajowej, druga – obowiązująca według bazy taksonomicznej The Plants of the World (jeśli jest inna)
- wierzbownica bladoróżowa, w. różowa Epilobium roseum Schreb.
- wierzbownica błotna Epilobium palustre L.
- wierzbownica czworoboczna Epilobium adnatum Griseb. ≡ E. tetragonum L. subsp. tetragonum
- wierzbownica drobnokwiatowa Epilobium parviflorum Schreb.
- wierzbownica drobnolistna, w. alpejska Epilobium anagallidifolium Lam.
- wierzbownica gruczołowata Epilobium ciliatum Raf. – antropofit zadomowiony
- wierzbownica górska Epilobium montanum L.
- wierzbownica kosmata Epilobium hirsutum L.
- wierzbownica Lamy'ego Epilobium lamyi F.W. Schultz ≡ Epilobium tetragonum subsp. lamyi (F.W.Schultz) Nyman
- wierzbownica nibyczerwonawa Epilobium pseudorubescens A.K.Skvortsov – antropofit zadomowiony
- wierzbownica mokrzycowa, w. mokrzycolistna Epilobium alsinifolium Vill.
- wierzbownica okółkowa Epilobium alpestre (Jacq.) Krock.
- wierzbownica rózgowata Epilobium obscurum Schreb.
- wierzbownica wzgórzowa Epilobium collinum C.C. Gmel.
- wierzbownica zwieszona Epilobium nutans F.W. Schmidt
- Epilobium lanceolatum Sebast. & Mauri[8]

Lista gatunków
Podział według systemu Wagnera
- Sekcje:
  - Sect. Boisduvalia
  - Sect. Cordylophorum
    - Subsect. Nuttalia
    - Subsect. Petrolobium

  - Sect. Crossostigma
  - Sect. Epilobiopsis
  - Sect. Epilobium (tu należy większość gatunków)
  - Sect. Xerolobium
  - Sect. Zauschneria